# Tunagyna debilis
Tunagyna debilis är en spindelart som först beskrevs av Banks 1892.  Tunagyna debilis ingår i släktet Tunagyna och familjen täckvävarspindlar. Inga underarter finns listade i Catalogue of Life.